# Pont magellanique

Mouvement des étoiles au sein du pont magellanique, vu par le satellite Gaia.

Le pont magellanique est une structure due aux forces de marée qui relie les nuages de Magellan.  De faible métallicité, elle est essentiellement composée d'hydrogène neutre.  On pense que les étoiles qui se situent dans le pont magellanique s'y sont formées.